# 米哈伊尔·布尔米斯坚科
米哈伊尔·阿列克谢耶维奇·布尔米斯坚科（俄語：Михаи́л Алексе́евич Бурми́стенко，1902年11月9日（22日）—1941年9月20日）是苏联乌克兰政治人物。

## 生平
- 1902年11月9日（格里历：11月22日）出生于萨拉托夫省阿特卡尔区亚历山德罗夫卡村的一个农民家庭。1918年中学毕业后加入共青团。
- 1918年-1919年，共青团坦波夫省莫尔尚斯克市团委书记。1919年加入俄共（布）。
- 1919年-1920年10月，莫尔尚斯克市契卡职员、助理专员、专员。
- 1920年10月-1922年5月，奔萨市契卡情报处处长，保密处副处长。
- 1922年6月-10月，波克罗夫斯克市契卡新闻处处长。
- 1922年10月-1923年9月，共青团伏尔加德意志人地区政治教育部长。
- 1923年9月-10月，彼得格勒共产主义大学学习。
- 1923年10月-1924年4月，红军第33师政工干部。
- 1924年5月-1926年12月，伏尔加德意志人苏维埃社会主义自治共和国军分区政治处主任。
- 1926年12月-1927年3月，波克罗夫斯克市《真理报》副主编。
- 1927年4月-12月，波克罗夫斯克市《真理报》主编。
- 1927年12月-1929年7月，莫斯科新闻学院学习。
- 1929年8月-1932年1月，波克罗夫斯克市《劳动真理报》责任编辑。
- 1932年2月-1935年11月，联共（布）卡尔梅克自治州州委第二书记。
- 1936年1月-1937年8月，联共（布）中央机关部指导员。
- 1937年8月-1938年1月，联共（布）中央机关部副部长，与部长马林科夫组织大清洗工作。
- 1938年1月-6月，乌克兰共产党（布）中央代理第二书记。
- 1938年6月-1941年9月，乌共（布）中央第二书记。期间，1938年7月-1941年9月，乌克兰苏维埃社会主义共和国最高苏维埃主席。1941年8月-9月，红军西南方面军军事委员会委员。
- 1941年9月9日在基辅战役战中被包围，突围过程中在波尔塔瓦州洛赫维察区德留科夫斯基农场附近阵亡，时年38岁。

布尔米斯坚科是联共（布）16,18大代表，第18次代表会议代表，第18届中央委员；第1届苏联最高苏维埃民族院代表，第1届乌克兰苏维埃社会主义共和国最高苏维埃代表。

## 荣誉
- 列宁勋章
- 一级卫国战争勋章